# Theodoor Jan Stomps
Theodoor Jan Stomps (Amsterdam, 26 april 1885 - aldaar, 15 april 1973) was een Nederlandse botanicus.
In 1903 begon Stomps met de studie plant- en dierkunde aan de Universiteit van Amsterdam.
In 1907 werd hij assistent van Hugo de Vries. In 1910 promoveerde hij cum laude aan de Universiteit van Amsterdam op het proefschrift Kerndeeling en synapsis bij Spinacia oleracea L., waarbij De Vries als zijn promotor optrad. 
In 1909 kreeg Stomps de functie van conservator van het herbarium van de Universiteit van Amsterdam. Tussen 31 oktober 1910 en 14 december 1910 was Stomps lector in de systematische botanie aan de universiteit. Hierna werd hij benoemd tot buitengewoon hoogleraar in de cytologie der planten. Vanaf 1920 was hij vervolgens gewoon hoogleraar in de plantenanatomie en plantensystematiek. Vanaf 1924 was hij tevens directeur van de Hortus Botanicus Amsterdam als opvolger van Eduardus Clementius Verschaffelt. In het studiejaar 1934/1935 was hij daarnaast rector magnificus. 
Hij veroorzaakte opschudding met zijn rectorale rede De mutatietheorie in hare beteekenis voor onze samenleving. Naast voorstellen voor rasverbetering van mensen poneerde hij de stelling dat homoseksualiteit op een genetische aanleg zou berusten. Hij pleitte voor een medische aanpak in plaats van een strafrechtelijke aanpak bij 'homoseksuele delicten en vergrijpen'. In 1937 werd zijn leeropdracht veranderd in die van plantenmorfologie, plantensystematiek en erfelijkheid. 
In 1946 werd Stomps tegen zijn zin eervol ontslagen als hoogleraar en hortusdirecteur, vanwege zijn volgens sommigen laakbare houding in de Tweede Wereldoorlog. Stomps protesteerde tegen zijn ontslag en verzond een verweerschrift aan vrienden en het Ministerie van Onderwijs, Kunsten en Wetenschappen. Pas in 1956 werd hij door het ministerie gerehabiliteerd. Zijn wetenschappelijke carrière was toen echter al ten einde gekomen.
Stomps borduurde verder op het werk van zijn leermeester De Vries. Hij richtte zich in zijn onderzoek vooral op teunisbloemen (Oenothera). Hij onderzocht hierbij haploïde, triploïde, en cleistogamee planten. Daarnaast hield hij zich bezig met plantengeografie. Hij trad op als promotor van vijftien promovendi. Onder zijn hoogleraarschap kreeg Jac. P. Thijsse in 1922 een eredoctoraat. Tot zijn leerlingen behoorden Simon Vestdijk, H.C.D. de Wit, B.H. Danser, Jacob Heimans en Willem Meijer. Stomps heeft model gestaan voor Bot, een personage uit de Anton Wachter-roman De beker van de min van Vestdijk. 